# ديفيد تسيغلر
ديفيد تسيغلر (بالإنجليزية: David Ziegler)‏ هو سياسي أمريكي، ولد في 13 يوليو 1748 في هايدلبرغ في ألمانيا، وتوفي في 24 سبتمبر 1811 في سينسيناتي في الولايات المتحدة. انتخب عمدة سينسيناتي، أوهايو (1802 – 1803).